# Leavenheath
Leavenheath – wieś w Anglii, w hrabstwie Suffolk, w dystrykcie Babergh. Leży 23 km na zachód od miasta Ipswich i 86 km na północny wschód od Londynu.